# Tenório
Tenório é um município brasileiro localizado nas regiões geográficas Imediata e Intermediária de Campina Grande, estado da Paraíba. Sua população em 2021 foi estimada pelo IBGE (Instituto Brasileiro de Geografia e Estatística) em 3.103 habitantes, distribuídos em 87 km² de área. Está localizado no Sertão do Seridó Paraibano.

## Geografia
O município pertence a microrregião do Sertão do Seridó (Oriental) paraibano. Está incluído na área geográfica de abrangência do semiárido brasileiro, definida pelo Ministério da Integração Nacional em 2005. Esta delimitação tem como critérios o índice pluviométrico, o índice de aridez e o risco de seca.

## História
A cidade foi fundada em 1952, tendo como marco inicial a realização de uma missa na residência de Cícero Batista de Azevedo e uma feira livre. As primeiras atividades comerciais de Tenório foram a venda e a troca de animais que aconteciam no local chamado “PISO”.
A sua emancipação política do município de Juazeirinho ocorreu em 29 de Abril de 1994. O Primeiro prefeito foi o Sr. Januário Cordeiro de Azevedo.